# 모닝 스페셜
모닝 스페셜은 EBS FM(수도권 FM 104.5㎒)에서 매일 아침 8시부터 오전 10시까지 방송되는 아침 영어 전문 라디오 프로그램이다.

## 역사
1997년 3월 3일에 첫방송을 시작했으며, 그 동안 1시간 분량과 2시간 분량을 오고 가다가, 현재는 2시간 분량으로 방송하고 있고, 원래는 월요일부터 토요일까지 방송됐으나, 2019년 6월 17일부터 매일 방송으로 확대되었다.

## 역대 방송시간
| 방송 채널 | 방송 기간                         | 방송 시간                        |
| --------- | --------------------------------- | -------------------------------- |
| EBS FM    | 1997년 3월 3일 ~ 2005년 2월 26일  | 월~토요일 아침 8:00 ~ 아침 9:00  |
| EBS FM    | 2006년 2월 27일 ~ 2009년 2월 21일 | 월~토요일 아침 8:00 ~ 아침 9:00  |
| EBS FM    | 2014년 8월 25일 ~ 2018년 2월 24일 | 월~토요일 아침 8:00 ~ 아침 9:00  |
| EBS FM    | 2005년 2월 28일 ~ 2006년 2월 25일 | 월~토요일 아침 6:00 ~ 아침 7:00  |
| EBS FM    | 2009년 2월 23일 ~ 2013년 8월 24일 | 월~토요일 아침 8:00 ~ 오전 10:00 |
| EBS FM    | 2018년 2월 26일 ~ 2019년 6월 15일 | 월~토요일 아침 8:00 ~ 오전 10:00 |
| EBS FM    | 2013년 8월 26일 ~ 2014년 8월 23일 | 월~토요일 아침 8:00 ~ 아침 9:50  |
| EBS FM    | 2019년 6월 17일 ~ 현재            | 매일 아침 8:00 ~ 오전 10:00      |

## 역대 진행자

### 현재 진행자
- 최수진

### 이전 진행자
- 니모 킴
- 이보영
- 이현석
- 홍주희
- 스티브 해덜리
- 아이작 더스트
- 수잔 맥도널드
- 태인영

## 코너

### 매일 코너
- 신청곡 게시판

### 요일별 코너
- 목요일 : Dear. Angela

## 특이 사항
EBS FM 프로그램 중 몇 안되게 유튜브에서 실시간 방송하고 있다.